# Jalmenus mitchelli
Jalmenus mitchelli är en fjärilsart som beskrevs av Edwards 1951. Jalmenus mitchelli ingår i släktet Jalmenus och familjen juvelvingar. Inga underarter finns listade i Catalogue of Life.